# Aceclostria
Aceclostria is een geslacht van vlinders van de familie Mimallonidae.

## Soorten
- A. albescens Jones
- A. mus Vuillot, 1893
- A. subnotata (Dognin, 1921)
- A. subrubiginosa (Dognin, 1916)